# Al Hussein (huyện)
Huyện Al Hussein là một huyện thuộc tỉnh Al Dali', Yemen. Đến thời điểm năm 2003, huyện này có dân số 37118 người